# Néstor Gorosito
Néstor Raúl Gorosito (San Fernando, 14 maggio 1964) è un allenatore di calcio ed ex calciatore argentino, di ruolo centrocampista, tecnico dell'Alianza Lima.

## Carriera

### Club
Uscito dalle giovanili del River Plate, debutta nel 1983 durante il Torneo Metropolitano, segnando il suo primo gol il 10 luglio 1983 contro l'Unión. Nel 1988 passa al San Lorenzo de Almagro, con il quale segna 21 reti in 37 partite guadagnandosi il titolo di capocannoniere del campionato argentino e la chiamata europea del Swarovski Tirol, squadra austriaca.
Nel club di Innsbruck gioca molte ottime partite, tanto da guadagnarsi la nomina a calciatore austriaco dell'anno nel 1991, vincendo anche due campionati nazionali consecutivi (nel 1989-90 e 1990-91). Nel 1992 torna in Argentina, al club da cui si era separato tre anni prima, il San Lorenzo. Fino al 1994 gioca al Nuevo Gasómetro, segnando 11 volte in 68 presenze. Nel 1994 si trasferisce in Cile, all'Universidad Católica.
Con il club di Santiago gioca fino al 1995, formando con Alberto Acosta una coppia che già si era rivelata affiatata al San Lorenzo. In Cile vince la Coppa Interamericana 1994, la Coppa del Cile 1995 e la Liguilla Pre-Libertadores 1994 e 1995. Nel 1994 viene eletto miglior giocatore dell'anno in Cile.
Nel 1996 Acosta e Gorosito vengono chiamati dai giapponesi del Yokohama F. Marinos, dove giocano per quella sola stagione. Nel 1997 torna al San Lorenzo, dove rimane fino al 1999. Nel 2001 si ritira, nelle file dell'Universidad Católica.

### Nazionale
In nazionale di calcio argentina Gorosito ha giocato per diciannove volte, andando a segno in un'occasione. Nel 1989 ha partecipato alla Coppa America, e ha vinto l'edizione di Ecuador 1993.

### Allenatore
Poco dopo il suo ritiro dall'attività agonistica, ha iniziato ad allenare diverse squadre argentine. Dopo essere stato alla guida dell'Argentinos Juniors, che ha portato alla qualificazione per la Copa Sudamericana 2008, primo torneo internazionale del club dopo dodici anni, ha rimpiazzato Diego Simeone come allenatore del River Plate. Il 6 ottobre 2009 viene esonerato e sostituito con Leonardo Astrada.
Agli inizi del 2010 viene nominato allenatore dello Xerez, squadra neopromossa nella Liga che si trovava staccata all'ultimo posto in classifica, al posto di José Ángel Ziganda. Una serie di ottimi risultati nel girone di ritorno non bastano però all'allenatore argentino per salvare la stagione e il club andaluso retrocede all'ultima giornata, nonostante gli elogi da parte di avversari e stampa. A fine stagione lascia per alcuni disaccordi sul rinnovo del contratto.

## Palmarès

### Giocatore

#### Club

##### Competizioni nazionali
- Campionato argentino: 1

River Plate: 1985-1986
- Campionato austriaco: 2

FC Swarovski Tirol: 1989-1990, 1990-1991
- Coppa del Cile: 1

Universidad Católica: 1995
- Liguilla Pre-Libertadores cilena: 2

Universidad Católica: 1994, 1995

##### Competizioni internazionali
- Coppa Libertadores: 1

River Plate: 1986
- Coppa Interamericana: 2

River Plate: 1986
Universidad Católica: 1994

#### Nazionale
- Coppa America: 1

Ecuador 1993

#### Individuale
- Calciatore austriaco dell'anno: 1

1991

### Allenatore
- Copa de la Superliga: 1

Tigre: 2019